# Anren, Zhejiang
Anren (kinesiska: 安仁, 安仁镇) är en köping i Kina. Den ligger i provinsen Zhejiang, i den östra delen av landet, omkring 260 kilometer söder om provinshuvudstaden Hangzhou. Antalet invånare är 14 669. Befolkningen består av 6 989 kvinnor och 7 680 män. Barn under 15 år utgör 18,0 %, vuxna 15-64 år 69 %, och äldre över 65 år 12,0 %.
Runt Anren är det ganska tätbefolkat, med 93 invånare per kvadratkilometer. Anren är det största samhället i trakten. I omgivningarna runt Anren växer i huvudsak blandskog.
Genomsnittlig årsnederbörd är 2 326 millimeter. Den regnigaste månaden är juni, med i genomsnitt 461 mm nederbörd, och den torraste är oktober, med 53 mm nederbörd.